# Majorite
La majorite (simbolo IMA: Maj) è un minerale e un nesosilicato molto raro del supergruppo del granato, oltre che del gruppo del granato, e ha la composizione chimica idealizzata Mg3SiMg2+Si3O12. 
La zona di transizione dal mantello superiore a quello inferiore, a una profondità di 400-700 km, è costituita per circa il 40% da granato. Sulla superficie terrestre, invece, la majorite è molto rara. A parte la sua località tipo, il meteorite Coorara, trovato vicino a Rawlinna nella Contea di Dundas, nell'Australia Occidentale in Australia, ci sono solo poche località documentate per la majorite in tutto il mondo, per lo più meteoriti.

## Etimologia e storia
Negli anni '60 sono state sviluppate le basi sperimentali che hanno permesso di effettuare esperimenti sotto le alte pressioni del mantello terrestre. Il gruppo di ricerca guidato dall'australiano Alfred Edward Ringwood è stato uno dei primi a studiare sperimentalmente i cambiamenti strutturali dei composti di tipo A2BO4 (olivina, spinello) e ABO3 (pirosseno, ilmenite, perovskite, granato) che dominano la composizione del mantello terrestre. In tal modo, ha gettato le basi mineralogiche per la comprensione delle misure sismiche e delle idee da esse derivate sulla struttura della Terra. Oltre alla transizione dell'olivina nella struttura dello spinello, Ringwood e Major osservarono anche la transizione di (Fe,Mg)SiO3 dalla struttura del pirosseno alla struttura del granato nel 1966, con parte del silicio incorporato nella posizione dell'ottaedro.
La prima scoperta di un granato ad alta pressione al di fuori di un laboratorio fu fatta quattro anni dopo da Smith e Mason nel meteorite Coorara. Nelle fessure formate dal metamorfismo da impatto, hanno trovato un granato accanto alla ringwoodite, la cui composizione è (Mg2,86Na0,10)(Fe1,02Al0,23Cr0,03Si0,78)Si3O12. Hanno chiamato il nuovo minerale in onore di Alan Major, che aveva precedentemente sintetizzato questo composto con Ringwood.
Ringwood e Major raggiunsero le prime sintesi di majorite pura nel 1971 dopo essere stati in grado di raggiungere pressioni di 25-30 GPa con presse ad alta pressione migliorate.
Indagini mediante la spettroscopia Mössbauer hanno mostrato che il ferro, come Fe2+, si trova prevalentemente nella posizione del dodecaedro e che il ferro Fe3+ si trova nella posizione dell'ottaedro, dopo di che Grew e collaboratori hanno determinato che la composizione finale del membro della majorite è {\displaystyle \mathrm {^{[X]}Mg^{[Y]}(MgSi)^{[Z]}SiO_{12}} }.

## Classificazione
La classificazione strutturale dell'Associazione Mineralogica Internazionale (IMA) colloca la maggior parte dei granati nel supergruppo del granato, dove è associata a menzerite-(Y), piropo, grossularia, almandino, eringaite, goldmanite, spessartina, momoiite, knorringite, rubinite, uvarovite, andradite, calderite e morimotoite, con le quali forma il gruppo granato con 12 cariche positive sulla posizione del reticolo coordinato tetraedrico.
L'obsoleta, ma ancora in uso, 8ª edizione della sistematica dei minerali secondo Strunz elenca la majorite insieme ad almandino, andradite, calderite, goldmanite, grossularia, henritermierite, hibschite, holtstamite, hydrougrandite, katoite, knorringite, morimotoite, piropo, schorlomite, spessartina, uvarovite, wadalite e yamatoite (screditata perché identica alla momoiite) nel "gruppo granato" con il sistema nº VIII/A.08 nella sezione "Nesosilicati".
Anche la 9ª edizione della sistematica mineraria di Strunz, in vigore dal 2001, elenca la majorite nel sistema nº 9.AD.25 all'interno della divisione dei "Nesosilicati". Questo viene ulteriormente suddiviso in base all'eventuale presenza di altri anioni e alla coordinazione dei cationi coinvolti, in modo che il minerale sia classificato in base alla sua composizione nella suddivisione "Nesosilicati senza anioni aggiuntivi; cationi in coordinazione [6] e/o maggiore".
La classificazione dei minerali di Dana, utilizzata principalmente nel mondo anglosassone, classifica la maggior parte nella divisione dei "minerali nesosilicati". Qui è presente insieme al piropo, all'almandino, alla spessartina, alla knorringite e alla calderite nel "Gruppo del granato" con il sistema nº 51.04.03a all'interno della suddivisione "Nesosilicati: gruppi SiO4 solo con cationi in coordinazione [6] e/o maggiore".

## Chimica
La majorite con la composizione idealizzata {\displaystyle {\ce {^{[X]}Mg_3\,^{[Y]}(Si^{4+}Mg^{2+})\,^{[Z]}Si^3O^{12}}}} è l'analogo Mg-Si della morimotoite {\displaystyle {\ce {(^{[X]}Ca_3\,^{[Y]}(Ti^{4+}Fe^{2+})\,^{[Z]}Si_3O_{12})}}} e forma cristalli misti principalmente con piropo secondo la reazione di scambio:
{\displaystyle \mathrm {^{[Y]}Si^{4+}+\,^{[Y]}Mg^{2+}=2^{[Y]}Al^{3+}} }.
Per la maggior parte della località tipo, viene fornita la seguente composizione:
{\displaystyle \mathrm {^{[X]}(Mg_{2,31}Fe_{0,30}^{2+}Na_{0,09})^{[Y]}(Si_{0,71}^{4+}Mg_{0,62}Fe_{0,41}^{3+}Al_{0,22}Cr_{0,04})^{[Z]}Si_{3}O_{12}} },
dove {\displaystyle {\ce {[X], [Y]}}} e {\displaystyle {\ce {[Z]}}} sono le posizioni nella struttura del granato.
Il contenuto di ferro può essere miscelato con ipotetiche parti terminali di skiagite:
{\displaystyle {\ce {3^{[X]}Mg^{2+}\,+ ^{[Y]}Si^{4+}\,+ ^{[Y]}Mg^{2+}= 3^{[X]}Fe^{2+}\,+ 2^{[Y]}Fe^{3+}}}}
e coharite, secondo la reazione di scambio:
{\displaystyle {\ce {^{[Y]}Si^{4+}\,+ ^{[Y]}Mg^{2+}= 2^{[Y]}Fe^{3+}}}}
Inoltre, ci sono piccole quantità di knorringite per il cromo (Cr):
{\displaystyle {\ce {^{[Y]}Si^{4+}\,+ ^{[Y]}Mg^{2+}= 2^{[Y]}Cr^{3+}}}}
e un ipotetico sodio-granato sulla reazione:
{\displaystyle {\ce {2^{[X]}Mg^{2+}\,+ ^{[Y]}Mg^{2+}= 2^{[X]}Na^{+}\,+ ^{[Y]}Si^{4+}}}}

## Abito cristallino
I granati naturali ricchi di majorite cristallizzano con simmetria cubica nel gruppo spaziale Ia3d (gruppo nº 230) con 8 unità di formula per cella unitaria. Il cristallo misto naturale della località tipo ha il parametro reticolare a = 11,524 Å.
La struttura è quella del granato. Il magnesio (Mg2+) occupa la posizione {\displaystyle {\ce {X}}} dodecaedrica circondata da 8 ioni ossigeno e metà della posizione {\displaystyle {\ce {Y}}} ottaedrica circondata da 6 ioni ossigeno. Il silicio (Si4+) occupa l'altra metà della posizione {\displaystyle {\ce {Y}}} e la posizione {\displaystyle {\ce {Z}}} tetraedrica circondata da 4 ioni ossigeno.
La majorite pura prodotta sinteticamente possiede simmetria tetragonale e si trova nel gruppo spaziale I41/a (gruppo nº 88) con i parametri reticolari a che va da 11,491 a 11,516 Å e b che va da 11,406 a 11,480 Å e ordine esteso di Si e Mg in due diverse posizioni dell'ottaedro. Sintesi di cristalli misti majotire-piropo a 2000 °C e 19 GPa hanno rivelato che la majorite è cubica con più del 20 mol-% di piropo. La natura dei geminati del granato tetragonale suggerisce che le majoriti tetragonali potrebbero anche essere state cubiche nelle condizioni sperimentali, e che la trasformazione di fase in majorite tetragonale potrebbe non essersi verificata fino a quando i campioni non si sono raffreddati.
Il composto MgSiO3 (enstatite) subisce tutta una serie di trasformazioni di fase all'aumentare della pressione. A temperature superiori a 1800 °C, i tipi strutturali di ortopirosseno, clinopirosseno, majorite tetragonale e bridgmanite (perovskite silicatica) si susseguono con pressione crescente. A temperature più basse, questo è il risultato di ortopirosseno, clinopirosseno, majorite, wadsleyite+stishovite, ringwoodite+stishovite, akimotoite (ilmenite silicata) e bridgmanite.
In presenza di calcio, la perovskite di majorite e silicato di calcio si forma dal diopside a temperature superiori a 1400 °C e pressioni superiori a 14 GPa. All'aumentare della pressione, la majorite degrada ad akimotoite a 20 GPa.

## Origine e giacitura
I granati ricchi di majorite si formano in quelle condizioni che si trovano nella zona di transizione del mantello a temperature da ~1000 °C e pressione molto elevata da pirosseni di composizione simile. Nel mantello terrestre, la majorite è un componente importante delle rocce a profondità comprese tra 300 e 700 km e quindi un minerale abbastanza comune. Tuttavia, il materiale proveniente da queste profondità non raggiunge quasi mai la superficie terrestre, dove la majorite è estremamente rara. La maggior parte dei ritrovamenti proviene da meteoriti in cui la majorite non si è formata per impatto sulla Terra, ma per metamorfosi d'impatto durante le collisioni nello spazio.

### Nelle meteoriti
La località tipo è il meteorite Coorara, una condrite L6 trovata nel 1966 da A.J. Carlisle a Rawlinna nella Contea di Dundas, nell'Australia Occidentale in Australia. La majorite si trova qui in vene sottili insieme a ringwoodite, olivina e camacite.
Il meteorite Tenham, caduto nel 1879 nei pressi della stazione di Tenham a Windorah nella Contea di Barcoo, nel Queensland, in Australia, è una condrite L6 fortemente alterata dal metamorfismo d'impatto ed è la località tipo dei minerali ad alta pressione ringwoodite, akimotoite e bridgmanite. È attraversato da numerose fusioni la cui massa di base è costituita da majorite, magnesiowüstite, ferro, ossido di ferro e solfuro ferroso.
Nel meteorite Catherwood, anch'esso una condrite L6, che è rimasta impigliata nell'attrezzatura della Lorne E. Horton Farm vicino a Catherwood nel Saskatchewan, in Canada, a metà degli anni '60, la majorite a grana estremamente fine si trova insieme alla ringwoodite e alla maskelynite in vene sottili e crepe.
In numerosi altri meteoriti in tutto il mondo, principalmente condriti L6, la majorite è stata trovata in strutture e paragenesi simili.

### Sulla Terra
I ritrovamenti di majorite terrestri sono estremamente rari e conosciuti solo dalle kimberliti. Hanno origine in profondità nel mantello superiore della Terra e i magmi salgono abbastanza velocemente da trasportare minerali ad alta pressione trascinati sulla superficie terrestre in gran parte invariati.
La proporzione di majorite nella composizione dei gusci del mantello terrestre aumenta con l'aumentare della pressione (profondità) e viene utilizzata come geobarometro per stimare le condizioni di formazione delle rocce del mantello e dei meteoriti.
La kimberlite dell'isola di Malaita, nella provincia di Malaita delle Isole Salomone, è diventata nota per i suoi xenoliti provenienti dalla zona di transizione del mantello a profondità comprese tra 400 e 670 km. Gli xenoliti di granito contengono majorite rossa con i più alti gradi di silicio dei granati terrestri misurati fino ad oggi, così come perovskite di silicato Ca-Mg, vari minerali alluminosilicati e microdiamanti. Per la formazione di una majorite, si ipotizza una pressione di almeno 22 GPa.
Tutti gli altri granati portatori di majorite, per lo più provenienti da inclusioni in diamanti, hanno un contenuto di silicio inferiore e le loro composizioni, inferiori a 3,5 apfu di silicio, non sono più considerati majoriti. I granati dei diamanti eclogitici o peridotitici indicano pressioni di 7-10 GPa. Solo pochi granati di alcune kimberliti sudafricane mostrano pressioni più elevate di 14 GPa o 13 - 15 GPa.

## Forma in cui si presenta in natura
La majorite forma cristalli da incolori a rosa che hanno solo pochi micrometri di dimensione.